# الکساندر کورنلیوک
الکساندر کورنلیوک (روسی: Александр Олегович Корнелюк؛ زادهٔ ۲۸ ژوئن ۱۹۵۰) ورزشکار دو و میدانی اهل اتحاد جماهیر شوروی سوسیالیستی است.